# آهوی طنجه‌ای
آهوی طنجه‌ای یا آهوی تینگیتانا (نام علمی: Gazella tingitana) گونه‌ای منقرض‌شده از آهوها در پلیستوسن پسین در منطقه طنجه، مراکش است.